# Giuseppe Abbagnale
Giuseppe Abbagnale (Pompei, 24 luglio 1959) è un ex canottiere e dirigente sportivo italiano, ex presidente della Federazione Italiana Canottaggio dal 2012 al 2024.  Vincitore di due titoli olimpici e sette mondiali nel canottaggio, è stato portabandiera per l'Italia ai Giochi olimpici di Barcellona 1992.

## Biografia
Ha gareggiato nella specialità del due con assieme al fratello Carmine e con Giuseppe Di Capua come timoniere vincendo la medaglia d'oro alle Olimpiadi di Los Angeles (1984) e alle Olimpiadi di Seul (1988).
Con lo stesso equipaggio ha anche vinto il campionato del mondo nel 1981, 1982, 1985, 1987, 1989, 1990 e 1991 oltre a numerosi titoli italiani. Nel 1992 a Barcellona ha portato la bandiera azzurra durante la cerimonia d'apertura dei giochi.
Nel 1994 si è candidato alla Camera tra le file del centrodestra nel collegio di Castellammare di Stabia: ottenne il 35,9% dei voti ma venne sconfitto dal rappresentante dei Progressisti Salvatore Vozza.
Suo figlio Vincenzo è anch'egli campione del mondo di canottaggio.

## Carriera
Prima del sodalizio sportivo con il fratello, fece coppia con Antonio Dell'Aquila, avendo sempre come timoniere Peppiniello Di Capua. Ai Giochi olimpici di Mosca 1980, tale equipaggio vinse la finale B, classificandosi pertanto al 7º posto nella classifica finale del due con.

## Palmarès
Con il fratello Carmine e il timoniere Giuseppe Di Capua nel corso degli anni ottanta e novanta ha vinto due titoli olimpici e sette titoli mondiali nella specialità del due con.

### Giochi olimpici e campionati del mondo
| Anno | Manifestazione      | Sede              | Evento  | Risultato |
| ---- | ------------------- | ----------------- | ------- | --------- |
| 1984 | Giochi olimpici     | Los Angeles       | Due con | Oro       |
| 1988 | Giochi olimpici     | Seul              | Due con | Oro       |
| 1992 | Giochi olimpici     | Barcellona        | Due con | Argento   |
| 1981 | Campionati mondiali | Monaco di Baviera | Due con | Oro       |
| 1982 | Campionati mondiali | Lucerna           | Due con | Oro       |
| 1983 | Campionati mondiali | Duisburg          | Due con | Bronzo    |
| 1985 | Campionati mondiali | Hazewinkel        | Due con | Oro       |
| 1986 | Campionati mondiali | Nottingham        | Due con | Argento   |
| 1987 | Campionati mondiali | Copenaghen        | Due con | Oro       |
| 1989 | Campionati mondiali | Bled              | Due con | Oro       |
| 1990 | Campionati mondiali | Lake Barrington   | Due con | Oro       |
| 1991 | Campionati mondiali | Vienna            | Due con | Oro       |
| 1993 | Campionati mondiali | Račice            | Due con | Argento   |

### Campionati italiani
Ha conquistato in carriera 28 titoli di campione italiano, nel dettaglio:
- 3 titoli - 2 con juniores: 1976 e 1977 (con Domenico Aiello), 1980 (con Maurizio Cimmino)
- 3 titoli - 2 con seniores B: 1978 (con Gennaro Cavaliere), 1980, 1981 (con Carmine)
- 1 titolo - 4 con seniores B: 1981 (con lo Stabia)
- 17 titoli - 2 con assoluto: 1977 (con Andrea Coppola), 1978 (con Giuseppe Cavaliere), giu-1979, 1980 (con Antonio Dell'Aquila), 1981, 1982, 1983, 1984, 1985, 1986, 1987, 1988, 1989, 1990, 1992, 1993 e 1995 (Carmine)
- 1 titolo - 4 con: 1983 (con lo Stabia)
- 3 titoli - 8 con: 1981, 1984 e 1985 (con lo Stabia)

## Riconoscimenti
- Nel marzo del 2012 la città di Londra, nell'ambito delle iniziative connesse ai Giochi olimpici di Londra 2012, ha dedicato all'ex atleta la stazione "Hounslow Central" (Piccadilly line) della metropolitana cittadina[8][9].
- Nel maggio 2015, una targa a lui dedicata fu inserita nella Walk of Fame dello sport italiano a Roma, riservata agli ex-atleti italiani che si sono distinti in campo internazionale.[10][11]